# Ружевич, Тадеуш
Таде́уш Руже́вич (пол. Tadeusz Różewicz; 9 октября 1921, Радомско — 24 апреля 2014, Вроцлав) — польский поэт, писатель и драматург. Лауреат множества премий, почётный доктор нескольких университетов Польши. Член академий художеств Германии (член Баварской академии изящных искусств (1981), член Берлинской академии художеств (1987). Дважды номинировался на Нобелевскую премию по литературе.
Владимир Британишский включил Ружевича (наряду с Кохановским, Мицкевичем, Выспяньским) в число драматургов, которые «создавали польскую драматургию, создавали и обновляли польский театр».
Мартин Эсслин в книге «Театр абсурда» наряду с Славомиром Мрожеком и Тадеушем Кантором причисляет Ружевича к представителям театра абсурда. Являясь представителем «поколения колумбов», Ружевич-поэт известен как автор «нагой», аскетичной лирики.

## Биография

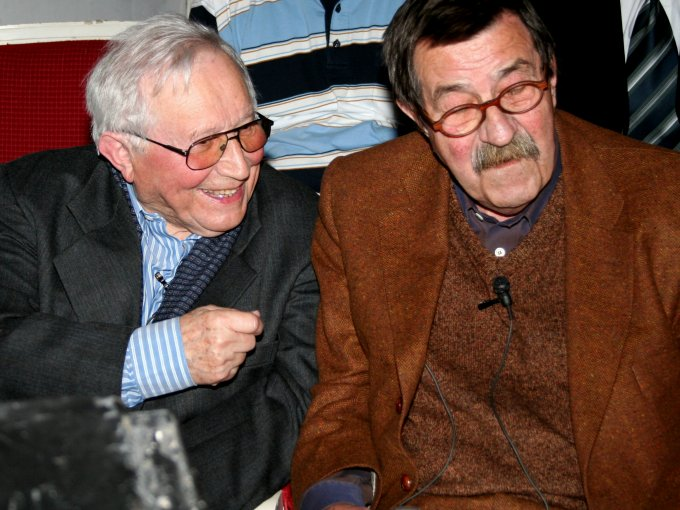
Тадеуш Ружевич (слева) и Гюнтер Грасс. Варшава, 2006 год

Родители переехали в Радомско сразу же после Первой мировой войны. Его мать, Мария Стефания Гельбард (1896—1958), еврейского происхождения, приняла католичество перед замужеством.
Тадеуш Ружевич родился 9 октября 1921 года в городе Радомско, вторым сыном в семье Владислава Ружевича (1885—1977), судебного писаря. В тот день в Радомско приезжал Юзеф Пилсудский. Старшим братом был Януш, впоследствии ставший поэтом, младшим — Станислав, впоследствии кинорежиссёр и сценарист.
Старший брат был первым наставником Тадеуша. Он публиковал свои первые стихи в газетах, переписывался с Юзефом Чеховичем и Казимиром Вежинским, а также стал победителем поэтического конкурса журнала «Польска збройна».
Тадеуш Ружевич начал печататься с семнадцати лет. В годы Второй мировой войны вместе со своим братом Янушем принимал участие в партизанском движении в составе Армии крайовой. Во время войны нелегально издана его первая книга «Лесное эхо». Брат был казнён гестапо в 1944 году.
По окончании войны, в 1945 году, получив аттестат об окончании школы, Ружевич поступает в Ягеллонский университет в Кракове, где в течение четырёх лет изучает историю искусств (однако обучение не закончил).
В 1945—1946 годах Ружевич резко и бесповоротно ушёл «от себя вчерашнего», от всех политических иллюзий, связанных с довоенной Польшей. Опыт Второй мировой войны оставил неизгладимый след на всем его творчестве и нашёл отражение в его произведениях как тема кризиса коммуникации:

Все эти люди очень много тогда говорили. Шли первые послевоенные годы. Произносилось такое количество слов, что в конце концов они смешались в одну кучу. Потом ещё долго, какая бы дискуссия (беседа) ни затевалась, к концу её никто уже понятия не имел, о чём шла речь.
Стихотворение «Разъятый» (1956) точно определяет настроение автора:

Воспоминания образы чувства / знания опыт из которых я состоял / существуют во мне раздельно / не образуя целого / лишь иногда они подплывают / к берегу моей памяти / легко царапая кожу притупившимися когтями / Не буду врать / я разъят и расколот <…>"
В 1947 году выходит его первый поэтический сборник «Беспокойство».
Ко времени своего дебюта как драматурга в 1960 году Ружевич уже был признанным поэтом, автором двенадцати стихотворных сборников. С тех пор писатель создал более полутора десятка пьес, что явилось успешным продолжением его поэтического и прозаического творчества. В драматургии Ружевич создаёт пьесы без действия, в качестве героя выступает обычный человек. Ружевич-драматург создаёт новый, отличный от предшественников «драматургический алфавит»:

Я знал, что <…> должен произойти big bang, большой взрыв. <…> Я знал, что в итоге ничего не сделаю, если не раскидаю по сторонам все эти старые игрушки, кубики, не выброшу их и не буду пробовать из них сложить некое совершенно новое целое. Именно это я осознал при работе над «Картотекой». А также осознавал вероятность полного поражения.
В 1968 году в связи со своей литературной деятельностью Ружевич переехал во Вроцлав, где проживал до самой смерти.
Сын — Ян Ружевич (1953—2008), театральный режиссёр.
В 2003 году в Польше начало выходить многотомное собрание сочинений Тадеуша Ружевича. Różewicz T. Utwory zebrane. W 12 T. (Proza (T. I—III). Dramat (T. IV—VI). Poezja (T. VII—X). Matka odchodzi (T. XI). Nasz starszy brat (T.XII)). Wrocław. 2003—2006.
Скончался 24 апреля 2014 года во Вроцлаве.

## Библиография

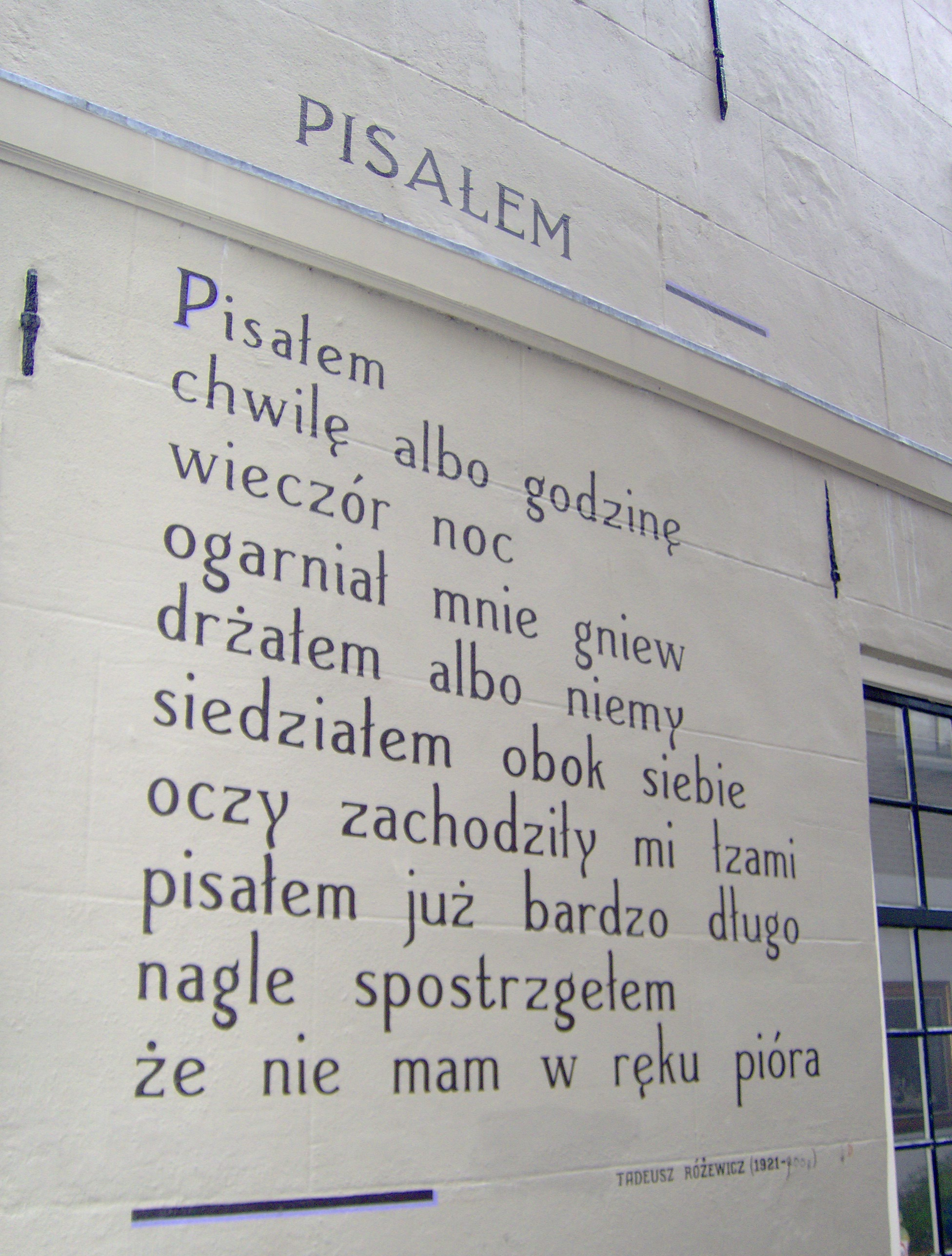
Стихотворение Тадеуша Ружевича на стене в Лейдене

### Поэзия
Основные сборники, изданные в Польше:
- Эхо лесов (Echa leśne; 1944; сборник, различные жанры)
- Беспокойство (Niepokój; 1947)
- Красная перчатка (Czerwona rękawiczka; 1948)
- Пять поэм (Pięć poematów; 1950)
- Время, которое идёт (Czas, który idzie; 1951)
- Стихи и картины (Wiersze i obrazy; 1952)
- Равнина (Równina; 1954)
- Серебряный колос (Srebrny kłos; 1955)
- Открытая поэма (Poemat otwarty; 1956)
- Избранная поэзия (Poezje zebrane; 1957)
- Формы (Formy; 1958)
- Разговор с принцем (Rozmowa z księciem; 1960)
- Ничто в плаще Просперо (Nic w płaszczu Prospera; 1963)
- Беспокойство. Избранное 1945—1961 (Wybór wierszy; 1963)
- Лицо (Twarz; 1964)
- Третье лицо (Twarz trzecia; 1968)
- Regio (1969)
- Эхо лесов (1985; переиздание сборника 1944)
- Поэзия. Т. 1-2 (Poezje; 1988)
- Рельеф (Płaskorzeźba; 1991)
- Всегда фрагмент (Zawsze fragment; 1996)
- Всегда фрагмент. Recycling (Zawsze fragment. Recycling; 1998)
- Ножичек профессора (Nożyk profesora; 2001)
- Серая сфера (Szara strefa; 2002)
- Выход (Wyjście; 2004)
- Улыбки (Uśmiechy; 2005)
- Купи кота в мешке (Kup kota w worku; 2008)

### Проза
- В ложке воды (W łyżce wody; 1946)
- Открытки из Венгрии (Kartki z Węgier; 1953)
- Опали листья с деревьев (Opadły liście z drzew; 1955)
- Улыбки (Uśmiechy; 1955)
- Прерванный экзамен (Przerwany egzamin; 1965)
- Экскурсия в музей (Wycieczka do muzeum; 1966)
- Смерть в старых декорациях (Śmierć w starych dekoracjach; 1970)
- Подготовка к авторскому вечеру (Przygotowanie do wieczoru autorskiego; 1971)
- Душенька (поэма в прозе) (Duszyczka; 1977)
- Попытка реконструкции (Próba rekonstrukcji; 1979)
- Проза. Т. 1-2 (Proza; 1991)
- Наш старший брат (Nasz starszy brat; 1992)
- Мать уходит (Matka odchodzi; 1999)

### Драматургия
- Картотека (Kartoteka; 1960)
- Группа Лаокоона (Grupa Laokoona; 1961)
- Свидетели или наша малая стабилизация (Świadkowie albo nasza mała stabilizacja; 1962)
- Прерванный акт (Akt przerywany; 1964)
- Смешной старичок (Śmieszny staruszek; 1964)
- Вышел из дома (Wyszedł z domu; 1964)
- Спагетти и меч (Spaghetti i miecz; 1964)
- Моя доченька (Moja córeczka (scenariusz filmowy); 1966)
- Старая дама высиживает (Stara kobieta wysiaduje; 1966)
- Естественный прирост (Przyrost naturalny; 1968)
- Театр непоследовательности (Teatr niekonsekwencji; 1970)
- Пять пьес. (Райский садик и другие) (Pięć sztuk; 1970)
- Похороны по-польски (Pogrzeb po polsku; 1971)
- На четвереньках (Na czworakach; 1971)
- Непорочный марьяж (Białe małżeństwo; 1974)
- Уход Голодаря (Odejście Głodomora; 1976)
- В расход (Do piachu…; 1979)
- Театр. Т. 1-2 (Teatr; 1988)
- Мышеловка (Pułapka; 1989)
- Разбросанная картотека (Kartoteka rozrzucona; 1994)

### Издания и публикации Ружевича на русском языке
- Т. Ружевич. Беспокойство (Стихи) М. Изд. Ин. лит. 1963, 200 с. Сост. и предисл В. Огнев. Переводы В. Бурич, М. Павлова, А. Ревич, Д. Самойлов, Б. Слуцкий и др.
- Т. Ружевич. Стихи. Переводы Д. Самойлова, В. Британишского, Б. Слуцкого. Вступление В. Британишского // Иностранная литература. 1978. № 5. С. 3-11.
- Польские поэты. Стафф. Иллакович. Пшибось. Ружевич. Шимборская. М. Худож. лит. 1978 сс. 205—286 Переводы Н. Астафьевой, В. Британишского, В. Бурича, М. Павловой, А. Ревича, Д. Самойлова, Б. Слуцкого, А. Эппеля и др.
- Т. Ружевич. Избранное (Поэмы, пьесы, проза). М.: Худож. лит. 1979, 320 с. Сост. и предисл. С. Ларин. Переводы: поэмы — В. Британишский, М. Павлова, А. Ревич, Б. Слуцкий, Л. Тоом, А. Эппель; пьесы — В. Борисов, З. Шаталова; проза — Э. Гессен, С. Ларин, Е. Лысенко, Л. Петрушевская, А. Эппель, Г. Языкова
- Т. Ружевич. Избранная лирика / Пер. с пол. Вл. Бурича; Предисл В. Хорева. — М.: «Молодая гвардия», 1980. — 64 с. — (Избранная зарубежная лирика). — 50 000 экз.
- Т. Ружевич. Стихотворения и поэмы М. Худож. лит. 1985, 224 с. Сост. и предисл. В. Британишский. Пер. Н. Астафьевой, В. Британишского (в том числе поэма «Et in Arcadia ego»), В. Бурича, М. Павловой, А. Ревича, Д. Самойлова, Б. Слуцкого, А. Эппеля и др.
- Т. Ружевич. Западня (Пьеса) Вступл. Д. В. Затонского. Пер. И. Щербаковой // Иностранная литература. 1989 № 3 сс. 77-104
- Т. Ружевич. Из стихотворений 1956—1968. Пер. и послесл. В. Британишского // Иностранная литература. 1989 № 3 сс. 105—113
- Н. Астафьева, В. Британишский Польские поэты XX века. Антология. Том второй. СПб Алетейя, 2000, сс.5-33 Переводы В. Британишского
- Т. Ружевич. На поверхности поэмы и внутри. Вроцлав 2001. Двуязычное издание. 300 с. Сост. Т. Ружевич, Я. Столярчик. Польское послесловие — Р. Пшибыльский «Конец и начало». Русское послесловие — В. Британишский — «Ружевич по-русски».
- Т. Ружевич. Три пьесы (Предисловие Автора, предисловие С. Новиковой), Москва, Три квадрата, 2004 [В расход! — пер. Т. Джичимской, На четвереньках — пер. Ю. Чайникова, Непорочный марьяж — пер. К. Старосельской].
- Т. Ружевич. Они пришли увидеть поэта/ Предисл. Яна Столярчика. — М.-Вроцлав: Летний сад; GAJT Wydawnictwo 1991 s.c., 2011. — 324 с. ISBN 978-5-98856-131-6. Двуязычное издание.
- Т. Ружевич. Грех (повесть и рассказы). Пер. Э. Я. Гессен. М.: Текст, 2006.

## Награды, премии, почётные звания
- 1955 — государственная премия ПНР II степени за сборник «Равнина»[16]
- 1959 — литературная награда города Кракова
- 1962 — награда министра культуры и искусства ПНР I степени
- 1966 — премия Фонда Южиковского
- 1966 — государственная премия ПНР I степени за творческие достижения
- 1970 — премия литературного журнала «Одра»
- 1971 — премия признания молодыми поэтами в журнале «Поэзия»
- 1974 — Крест Армии Крайовой
- 1981 — государственная премия Австрии за вклад в европейскую литературу
- 1981 — член Баварской академии изящных искусств
- 1987 — член Берлинской академии художеств
- 1991 — степень почётного доктора Вроцлавского университета
- 1994 — звание «Почётный житель города Вроцлава»
- 1994 — немецкая премия Силезии в области культуры
- 1996 — Кавалер Большого креста Ордена Возрождения Польши
- 1997 — премия Польского ПЕН-клуба имени Яна Парандовского
- 1998 — лауреат премии городов-побратимов Торуня и Гёттингена им. Самуила Линде, торжественно вручена Тадеушу Ружевичу и Зигфриду Ленцу. Премия вручается авторами, «при помощи слова созидающим идеалы и ценности, объединяющие людей, общества и народы в их общении». Премия присуждается писателям, литературным критикам, публицистам, переводчикам, редакторам с 1996 года властями Торуня и Гёттингена. Ежегодно её получают одновременно два лауреата — из Польши и Германии. Награждение проходит по очереди в Торуне и Гёттингене. Лауреатами премии городов-побратимов Торуня и Гёттингена им. Самюэля Линде являются: Збигнев Херберт и Карл Дедециус[17], Ханна Кралль и Марсель Райх-Раницкий, Славомир Мрожек и Танкред Дорст, Гюнтер Грасс, Вислава Шимборская, Сара Кирш и Эва Липская. Лауреаты получают вознаграждение в размере 5 000 евро[18].
- 1999 — Высшая награда Фонда культуры[19]
- 1999 — степень почётного доктора Опольского университета
- 1999 — степень почётного доктора Силезского университета
- 1999 — награда польского журнала эмиграции в Париже «Культура» им. Зигмунта Херца. Её лауреатами были Ежи Стемповский, Зигмунт Хаупт, Юзеф Мацкевич, Ярослав Марек Рымкевич.[20]
- 1999 — награда Литературный лавр Силезии за книгу «Мать уходит», признаваемая читателями Силезской библиотеки в Катовицах
- 2000 — степень почётного доктора Ягеллонского университета
- 2000 — Премия Ника за книгу «Мать уходит»
- 2001 — степень почётного доктора Варшавского университета
- 2003 — международная премия Либрекс Монтале
- 2004 — премия «Золотой шар»
- 2006 — степень почётного доктора Гданьского университета
- 2006 — премия Польского фонда культуры и банка Миллениум «Золотой жезл». Лауреатами премии были Ежи Гедройц (1999), Войцех Киляр (2000), Станислав Лем (2001), Роман Полански (2002), Эва Подлесь (2003), Славомир Мрожек (2004), Януш Гайос (2005), Мария Фолтын (2007), Войцех Млынарский (2008).[21]
- 2007 — степень почётного доктора Академии искусств во Вроцлаве
- 2007 — Европейская премия по литературе
- 2009 — Золотая Медаль «За заслуги в культуре Gloria Artis»